# 伊藤隆行
伊藤 隆行（いとう たかゆき、1972年10月24日 - ）は、テレビ東京アニメ局長、テレビ東京制作非常勤取締役。日本のテレビプロデューサー。東京都小金井市育ち。男性。

## 略歴
早稲田大学高等学院を経て早稲田大学政治経済学部を卒業。1995年に報道記者志望でテレビ東京に入社するが、バラエティ番組ばかり立ち上げる。目標は「3歳の息子にちゃんと見せられる番組を作ること」。
伊藤がプロデューサーとして担当する番組はゴールデン番組ではできない低予算ながら奇抜な企画を提案し、話題をさらっている。お笑い芸人が多く出演する番組を巧みに演出し、笑いの間口を広げていく番組で手腕を発揮する。『モヤモヤさまぁ〜ず2』では時々出演し、さまぁ〜ずに代わってロケを行うこともある。その際の呼び名は「伊藤P」。レギュラー陣に次ぐ人気と知名度を誇っている。携帯の公式サイトでは、プロデューサー日記のコーナーも担当している。
深夜枠で地上波ではあり得ないようなギリギリな挑戦的な番組を数多く制作していることから、ゴールデンタイムを嫌うマイナー系の制作者とみられがちだが、インタビューで「ゴールデンだけを目指すのはおかしいし、ゴールデンを否定するのもおかしい」と語っているように、本人は必ずしも深夜枠にこだわっているわけではない。『モヤモヤさまぁ〜ず2』も2010年にゴールデンに進出する。これはテレビ東京の社長・島田昌幸の勧めで実現したものだが、社長の手紙の書き出しも「テレビ業界が暗黒時代」という暗い書き出しで、テレビ東京社員及び社長が番組のファンという理由であり、社長自身も後にテレビ東京の看板番組になるとは思っておらず、伊藤本人もこの進出を心配していたが、結果的に10周年を無事に迎えた。また、『モヤさま』の後に始まった『シルシルミシルさんデー』だけには負けたくないと番組中にコメントした。
自身が制作する『やりすぎコージー』『モヤモヤさまぁ〜ず2』のDVDを大ヒットさせたが、「なんでもかんでもDVD化して番組を二次利用しようとする流れはすぐ終わると思う」と述べ、バラエティ番組DVD市場の限界を指摘している。また、「“もう1度見る必要性を感じる内容か”“見逃しやすい放送時間であったか”など、すべての要素を考えて、DVD化する番組とそうではない番組をはっきりと分けることが重要」と持論を展開している。
会社で1度も話したことのない社員がたくさんおり、距離があるため、会社の後輩は畏怖の念を抱きあまり近寄ってこないと『Quick Japan』誌のインタビューで述べている。しかし伊藤自身は20代の若手社員には新たな企画をどんどん出してテレ東バラエティを盛り上げていって欲しいという希望を抱いている。
2010年には映画『お墓に泊まろう!』の監督を務め、映画監督業にも進出した。なお、同映画では河本準一（次長課長）が伊藤の役を演じている。
大江麻理子から「スタッフが行きたいからという理由だけで深夜番組なのにハワイに行った」と明かされている。
「企画制作現場で「もうその企画はある」や「企画に保険はない」という言葉をよく聞くが、探せば「ほらあったじゃん！」って事がある。」「バラエティ番組は「非日常」でなければいけない。」と考えており、「それでもバラエティ番組で初めて「外来種」や環境問題を学べる事もある。ただ面白いという理由だけでやってはいけない。視聴者は「もっと面白いもの」「もっと珍しいもの」「もっと勉強になること」を望んでいる。テレビ業界はそれに気付くのが遅かった。しかしこれから追求していっても遅くはない」と語った。
番組内では「総合プロデューサー」という肩書きが多かったが、2019年6月25日付で制作局CP制作チームのチーフプロデューサーに昇任。2020年4月1日付の人事異動で制作局に新設されたクリエイティブビジネス制作チームの部長に就任した。2021年から開局初のエグゼクティブプロデューサー就任。役職の意味が解らなかったため、伊藤は上司に「辞められたら困る的なやつですか?」と問いただすと、「そういうところもある、と正直に言われました（笑）」とのこと。
2020年10月には、Forbes JAPAN主催の「スモール・ジャイアンツ アワード 2021」第一ブロック大会で特別セッションに登壇した。
2023年4月1日付人事で制作局長に就任。
2025年4月1日付人事でアニメ局長に就任。

## 人物
テレビマンでありながら、他局とは発想が異なることから「テレ東の文法を大事にしている」と述べる。具体的には内容は「ないもの探し」。タイトルは「魅力がすぐわかる形でポン!と出ていること」と述べている。局地戦ができる会社なのだから、テレビ番組にすることを考えないでいい、テレビを忘れていいということを後輩には伝えているという。また、自身の企画を含めテレビ東京は「パクられてイジられるのは本望。企画を奪われても、本当のオリジナリティは最後に残る」と述べている。後輩社員には『ゴッドタン』佐久間宣行、『家、ついて行ってイイですか?』の高橋弘樹らがおり、佐久間をドラマ班からバラエティ班に引き抜き総合演出の肩書を与えたのが伊藤であり、高橋のドキュメンタリスト性を見抜き、番組に抜擢したのも伊藤である。
モヤモヤさまぁ〜ず2での登場シーンのBGMは『踊る大捜査線』の室井慎次のテーマ。
さまぁ〜ずによく「死に枠」と呼ばれる裏番組が強敵で他の番組の視聴率が取れない時間帯にスペシャルを提案しており、さまぁ〜ずから「俺らだって死にたくないんだから」や「バカじゃない？」と言われていた。
坂上忍と交友があることも知られており、『池の水』と『坂上どうぶつ王国』のコラボの際の橋渡し役にもなったこともある。
2015年頃から当時『サタデーナイトショー』での確執により、テレビ東京の番組に出演していなかった明石家さんまを定期的に訪問して、10年で約15本もの企画書を提案していた。後にさんまは2018年7月放送の『出川哲郎の充電させてもらえませんか?』のゲストで34年ぶりにテレビ東京の番組に出演。2024年8月には特別番組『さんまさん!ここで問題です～回答者・明石家さんまVSクイズさん～』で40年ぶりに同局でのスタジオ収録が実現した。

## 担当番組

### 現在の担当番組

#### エグゼクティブプロデューサー
- ようこそ!再会の夜に。

#### クリエイティブプロデューサー
- プロ野球!クセ強ベストナイン

#### チーフプロデューサー
- 15ビョーーーン
- 真夏の絶恐映像 日本で一番コワい夜

### 過去の担当番組
- 愛の貧乏脱出大作戦
- TVチャンピオン
- ハロー!モーニング。
- ド短期ツメコミ教育!豪腕!コーチング!!
- 人妻温泉
- 大人のコンソメ
- やりにげコージー
- 有田&山崎のおしゃべり太郎
- 怒りオヤジ3
- 本番で〜す!
- 生モヤモヤアリケン〜テレビ東京 7ch祭り
- モヤモヤアリケンオヤジ〜緊急放送！明日のテレビを考える
- こっちも生だよ芸人集合! 今年最も売れる吉本No.1決定戦 やりにげGO '05
- 今年も生だよ!芸人集合 2006年最も売れる吉本No.1伝説～やりすぎておめでとう
- 今年も生だよ!芸人集合 9時間笑いっぱなし伝説 2007年もっとも売れる吉本No.1芸人は誰だ!?スペシャル
- 今年も生だよ!新春9時間笑いっぱなし伝説 2008年最も売れる吉本No.1芸人は誰だ!?
- 今年も生だよ!新春7時間笑いっぱなし伝説 2009最も売れる吉本No.1の芸人は誰だ!?
- 千原兄弟の夜明け（テレビ大阪と共同制作）
- 千原兄弟の夜明け2（テレビ愛知と共同制作）
- ホリペイ（BSジャパン制作）
- ウェルカムTV
- 音楽ば〜か
- アリケン
- FUJIWARAのありがたいと思えッ!
- おぎやはぎのそこそこスターゴルフ
- 有田&山崎のひきだし太郎
- スター姫さがし太郎
- アリなし〜アリケン★ゴールデンスタジアム〜
- やりすぎコージー
- ちょこっとイイコト 〜岡村ほんこん♥しあわせプロジェクト〜
- さまぁ〜ZOO→東京都さまぁ〜ZOO
- KOZY'S NIGHT 負け犬勝ち犬
- 家族になろう（よ）
- そうだ旅（どっか）に行こう。
- ざっくりハイボール→ざっくりハイタッチ
- さまスポ
- おしゃべりオジサンと怒れる女
  - おしゃべりオジサンとヤバい女
- お正月だよ!爆笑寄席2013〜吉本上方漫才〜
- となりのカンカン娘
- 本当はちゃんとすべきTV→イラっとくる韓国語講座
- ドレミファさまぁ～ず♪
- さまぁ～ずのお買い物旅 ナイスショッピングin台湾
- そこそこチャップリン
- こそこそチャップリン
- ポンコツ&さまぁ〜ず
- 超ポンコツさまぁ〜ず
- 出川哲朗&さまぁ〜ず三村 ポンコツおじさん旅に出る（総合プロデューサー）
- 出川哲朗のリアルガチ
- 出川・IKKO・みやぞんの割り込んでいいですか?（チーフプロデューサー）
- テレ東音楽祭（協力プロデューサー）
- バカリズムの30分ワンカット紀行（BSテレ東と共同制作、クリエイティブプロデューサー）
- 先生、、、どこにいるんですか? 〜会って、どうしても感謝の言葉を伝えたい。〜（チーフプロデューサー）
- 勇者ああああ（チーフプロデューサー、プライムタイム進出後から）
- 青春高校3年C組（クリエイティブプロデューサー）
- マヂカルクリエイターズ（チーフプロデューサー）
- みんなでBINGOLF（チーフプロデューサー）
- 巨大企業の日本改革3.0「生きづらいです2021」〜大きな会社と大きな会社とテレ東と〜（チーフプロデューサー）
- 巨大企業の日本改革3.0「生きづらいです2022」〜大きな会社と大きな会社とテレ東と〜（チーフプロデューサー）
- 芸人動画チューズデー（チーフプロデューサー）
- 乃木坂に、越されました〜AKB48、色々あってテレ東からの大逆襲!〜（チーフプロデューサー）
- 元カレの元カノの元カレの元カノ（チーフプロデューサー）
- 考えすぎちゃん ON TV〜ワンクールだけの大冒険〜（チーフプロデューサー）
- CHOTeN 〜今週、誰を予想する?〜（チーフプロデューサー）
- AKB48、最近聞いた?〜一緒になんかやってみませんか?〜（チーフプロデューサー）
- AKB48、最近聞いたかも?〜一緒になんかやってみませんか?〜（チーフプロデューサー）
- AKB48、最近聞いたよね…〜一緒になんかやってみませんか?〜（チーフプロデューサー）
- あなたは大丈夫?笑われるニホン語（チーフプロデューサー）
- よだれもん家族（チーフプロデューサー）
- ゴッドタン（チーフプロデューサー）
- あちこちオードリー（チーフプロデューサー）
- ぴったりにちようチャップリン（チーフプロデューサー、以前はクリエイティブP）
- シナぷしゅ（チーフプロデューサー、レギュラー版から）
- 占いリアリティーSHOW　どこまで言っていいですか?（クリエイティブプロデューサー）
- 内村のツボる動画（クリエイティブプロデューサー）
- 緊急SOS!池の水ぜんぶ抜く大作戦（クリエイティブプロデューサー）
- モヤモヤさまぁ〜ず2（クリエイティブプロデューサー、以前はプロデューサー→総合プロデューサー→チーフプロデューサー）
- やりすぎ都市伝説（チーフプロデューサー→2020年4月29日・9月18日はクリエイティブP）
- 〜夢のオーディションバラエティー〜Dreamer Z（エグゼクティブプロデューサー、以前はチーフプロデューサー）
- LIL LEAGUEのヴィクトリーグ!（エグゼクティブプロデューサー）
- 種から植えるTV（エグゼクティブプロデューサー）
- 東京パソコンクラブ 〜プログラミング女子のゼロからゲーム作り〜（BSテレ東と共同制作、クリエイティブプロデューサー→エグゼクティブプロデューサー）
- 紙とさまぁ〜ず（クリエイティブプロデューサー）